# Погост (Тотемський район)
Пого́ст (рос. Погост) — присілок у складі Тотемського району Вологодської області, Росія. Входить до складу Погоріловського сільського поселення.

## Населення
Населення — 81 особа (2010; 104 у 2002).
Національний склад (станом на 2002 рік):
- росіяни — 90 %